# Optična prizma
Optična prizma je sestavni del nekaterih optičnih naprav, ki je narejen iz prozorne snovi (npr. stekla) v obliki prizme (pogosto tristrane), ki ima gladke in polirane površine. Svetloba, ki pada na optično prizmo se lomi in zaradi različnih lomnih količnikov za posamezne valovne dolžine pri izstopu iz prizme dobimo svetlobo vseh barv iz barvnega spektra (mavrica).
Optične prizme se uporablja za:
- razklon bele svetlobe v osnovne spektralne barve (disperzijske prizme)
- odboj svetlobe (odbojne prizme)
- razdelitev svetlobe na komponente z različno polarizacijo (polarizacijske prizme)

Na sliki (glej desno) z uporabo nekaterih pravil o kotih v trikotniku na zelo enostaven način dobimo za kot odklona žarka:
{\displaystyle \delta =(\alpha _{1}-\beta _{1})+(\alpha _{2}-\beta _{2})\!\,.}
Zaradi tega velja tudi, da je odklona žarka enak
{\displaystyle \delta =\alpha _{1}+\alpha _{2}-\gamma \!\,.}
Ker po lomnem zakonu velja {\displaystyle \sin \alpha _{1}=n\sin \beta _{1}\!} (predpostavimo, da je optična prizma na zraku, ki ima lomni količnik {\displaystyle n\approx 1\!}), dobimo pri poljuben vpadnem kotu {\displaystyle \alpha _{1}\!} za velikost odklona žarka
{\displaystyle \delta =\alpha _{1}+\arcsin(\sin \gamma .{\sqrt {n^{2}-\sin ^{2}\alpha _{1}}}-\cos \gamma .\sin \alpha _{1})\!\,.}
Velja tudi pravilo, da je najmanjši odklon takrat, ko je vpadni kot {\displaystyle \alpha _{1}\!} enak izhodnemu kotu {\displaystyle \alpha _{2}\!}. Iz tega na enostaven način dobimo, da je minimalni kot odklona žarka enak
{\displaystyle \delta _{min}=2.\arcsin(n.\sin {\frac {\gamma }{2}})-\gamma \!\,.}

## Vrste optičnih prizem
Disperzijske prizme se uporabljajo za razklon svetlobe na spektralne barve. Vstopna svetloba je običajno sestavljena iz različnih frekvenc. Vsaka od frekvenc se lomi drugače in pri izstopu iz prizme dobimo celoten spekter vpadajoče svetlobe:
- Abbejeva prizma
- Pellin-Brocova prizma
- Amicijeva prizma

Odbojne prizme služijo za odboj svetlobe v binokularjih in nekaterih drugih optičnih napravah:
- petstrana prizma (pentaprizma)
- Porrova prizma
- Porro-Abbejeva prizma
- Abbe-Königova prizma
- Schmidt-Pechanova prizma
- Doveova prizma

Polarizacijske prizme razdelijo vpadajočo svetlobo na posamezne komponente z različno polarizacijo:
- Nicolova prizma
- Wollastonova prizma
- Nomarskijeva prizma
- Rochonova prizma
- Sénarmontova prizma
- Glan-Taylorjeva prizma
- Glan-Thompsonova prizma
- Glan-Foucaultova prizma